# Marcos Victor
Marcos Victor Ferreira da Silva, meglio noto come Marcos Victor (Fortaleza, 26 dicembre 2001), è un calciatore brasiliano, difensore del Ceará in prestito dal Bahia.

## Carriera
Cresciuto nel settore giovanile del Ceará, ha esordito in prima squadra il 1º febbraio 2022, disputando l'incontro della Copa do Nordeste vinto per 0-1 contro il Sergipe.

## Statistiche

### Presenze e reti nei club
Statistiche aggiornate al 13 novembre 2022.
| Stagione        | Squadra         | Campionato      | Campionato | Campionato | Coppe nazionali | Coppe nazionali | Coppe nazionali | Coppe continentali | Coppe continentali | Coppe continentali | Altre coppe | Altre coppe | Altre coppe | Totale | Totale |
| Stagione        | Squadra         | Comp            | Pres       | Reti       | Comp            | Pres            | Reti            | Comp               | Pres               | Reti               | Comp        | Pres        | Reti        | Pres   | Reti   |
| --------------- | --------------- | --------------- | ---------- | ---------- | --------------- | --------------- | --------------- | ------------------ | ------------------ | ------------------ | ----------- | ----------- | ----------- | ------ | ------ |
| 2022            | Ceará           | PD/CE+A         | 0+6        | 0          | CB              | 1               | 0               | CS                 | 3                  | 0                  | CdN         | 2           | 0           | 12     | 0      |
| Totale carriera | Totale carriera | Totale carriera | 6          | 0          |                 | 1               | 0               |                    | 3                  | 0                  |             | 2           | 0           | 12     | 0      |

## Palmarès

### Competizioni statali
- Campionato Baiano: 1

Bahia: 2023
- Campionato Cearense: 1

Ceará: 2025